# Langley-Abbotsford (circonscription britanno-colombienne)
Pour les articles homonymes, voir Langley et Abbotsford.
Circonscription électorale provinciale du Canada
Langley-Abbotsford est une circonscription provinciale de la Colombie-Britannique représentée à l'Assemblée législative de la Colombie-Britannique depuis 2024.

## Géographie
En 2024, la circonscription représente des parties de la ville de Langley et de la ville d'Abbotsford, ainsi que la réserve de Matsqui (en).

## Liste des députés
| Législature                                                                              | Années                                                                                   | Député                                                                                   | Député                                                                                   | Parti                                                                                    |
| Langley-Abbotsford Circonscription issue de Langley, Abbotsford West et Abbotsford South | Langley-Abbotsford Circonscription issue de Langley, Abbotsford West et Abbotsford South | Langley-Abbotsford Circonscription issue de Langley, Abbotsford West et Abbotsford South | Langley-Abbotsford Circonscription issue de Langley, Abbotsford West et Abbotsford South | Langley-Abbotsford Circonscription issue de Langley, Abbotsford West et Abbotsford South |
| ---------------------------------------------------------------------------------------- | ---------------------------------------------------------------------------------------- | ---------------------------------------------------------------------------------------- | ---------------------------------------------------------------------------------------- | ---------------------------------------------------------------------------------------- |
| 43e                                                                                      | 2024–en cours                                                                            |                                                                                          | Harman Bhangu (en)                                                                       | Conservateur                                                                             |